# Antsíferova
Antsíferova (en rus Анциферова, també coneguda com a Shirinki, en japonès 志林規島; Shirinki-tō) és una petita illa volcànica, deshabitada, de les illes Kurils. El seu nom japonès deriva de l'ainu que significa "lloc d'ones altes". L'illa més propera és El seu veí més proper és Paramuixir, de la qual es troba separada 15 km per l'estret de Luzhin. L'actual nom procedeix de l' explorador cosac Danila Antsiferov, el qual fou el primer en descriure l'illa, juntament amb altres illes Kurils, a principis del segle XVIII.

## Geografia
L'illa té forma esfèrica, amb una superfície de tan sols 6 km²  i forma part d'una serralada que s'estén cap a l'oest de l'arc principal de les illes Kurils. L'illa és un estratovolcà que té un diàmetre de 4,25 km i amb un cim central (en japonès 蓮華岳; Renge-dake) que s'eleva fins als 761 msnm i una caldera de 0,75 quilòmetres de diàmetre, que s'obre cap al sud. Hi ha dos doms de lava prop de l'obertura de la caldera que semblen tenir un origen relativament recent, tot i que no s'hi han observat erupcions volcàniques en els temps moderns. Bona part de l'illa està coberta per pedra tosca.